# Verónica Ávila
Verónica Ávila (Monte Grande, Esteban Etcheverría, 19 de diciembre de 1987) es una cantante, compositora, locutora, presentadora, actriz y bailarina argentina, reconocida especialmente por su carrera como solista en el género de la cumbia.

## Biografía

### Inicios
Ávila nació en la localidad de Monte Grande, provincia de Buenos Aires en 1987, en el seno de una familia pobre. Empezó a interesarse por la música y el baile desde su infancia, siendo la cantante mexicana Thalía su principal influencia. A los ocho años ingresó en una escuela de teatro y danza de la actriz y coreógrafa Stella Maris Closas. En 1999, tras realizar varias pruebas de casting, fue admitida en la escuela de los coreógrafos Julio Bocca y Ricardo Pashkus formándose en canto, teatro y danza. Más tarde fue seleccionada para integrar el elenco de la comedia musical Saltimbanquis.

### Carrera
Su vinculación con el género de la cumbia llegó a comienzos de la década de 2000, brindado recitales en locales nocturnos y fiestas. Poco tiempo después se vinculó al trío de cumbia melódica Romántikas, conformado exclusivamente por mujeres. El proyecto, reconocido principalmente por la canción «Amor de tres», tuvo cierta repercusión mediática en Argentina a pesar de su corta duración.
Al finalizar su experiencia con Romántikas, Ávila fue descubierta por un productor que le propuso iniciarse en el mundo del modelaje, apareciendo en campañas publicitarias y en algunos programas de televisión. Un par de años después, Adrián Serantoni, productor artístico del programa Pasión de sábado, se puso en contacto con ella para ofrecerle un contrato como cantante solista de cumbia santafesina. De esta manera, Ávila inició su carrera en solitario a comienzos de la década de 2010, logrando con la canción «Pobre rata» repercusión nacional.
Su primer disco, Recuérdame de 2011, incluyó las canciones «A llorar a otra parte», «Recuérdame» (en la que contó con la colaboración del cantante Mario Luis) y la mencionada «Pobre rata». La cantante debutó en vivo para la televisión argentina el 16 de julio de 2011 en el programa Pasión de sábado, espacio donde realizaría varias presentaciones a lo largo de su carrera. Realizó su primera gira de conciertos en la provincia del Chaco. En 2015 publicó su segundo trabajo discográfico, titulado Renacer. La canción «La atorranta», primer corte del disco, tuvo gran éxito a nivel local y especialmente en el Perú, donde logró ubicarse en la parte alta de las listas, llevando a Ávila a realizar su primera gira en ese país.
En 2017 fue lanzado al mercado un nuevo álbum de estudio, titulado Grabaciones inéditas, seguido de Auténtica, en el que registró su primera colaboración con el cantante Rodrigo Tapari en la canción «Necesito de ti». Como locutora matriculada, ese mismo año se desempeñó en el programa de variedades Prueba piloto de la emisora FM Pasión y como conductora en el programa de televisión A todo sábado junto con Gaby G. En 2018 publicó el álbum recopilatorio Mis canciones elegidas a través de la distribuidora digital MOJO.

### Actualidad
Luego de publicar algunos trabajos discográficos en directo recopilando algunas de sus presentaciones en Pasión, Ávila lanzó un nuevo álbum de estudio, titulado Valiente. Su más reciente disco es Cumbia Konex, una producción en directo publicada por MOJO en 2020 bajo la producción de Ras Company. La cantante continúa realizando giras en su país natal y en otros países de la región como Uruguay y Perú.

## Discografía
| Año  | Título                  | Discográfica |
| ---- | ----------------------- | ------------ |
| 2011 | Recuérdame              | Ser TV       |
| 2015 | Renacer                 | Leader Music |
| 2017 | Grabaciones inéditas    | Ser TV       |
| 2017 | Auténtica               | Ser TV       |
| 2018 | Mis canciones elegidas  | MOJO         |
| 2018 | En vivo en Pasión       | Ser TV       |
| 2019 | Especial Pasión 30 años | MOJO         |
| 2019 | Valiente                | MOJO         |
| 2020 | Cumbia Konex            | MOJO         |

### Sencillos y EP
| Año  | Título                     | Discográfica |
| ---- | -------------------------- | ------------ |
| 2017 | «Sola estoy mejor»         | MOJO         |
| 2017 | «Baladas de Gilda»         | Ser TV       |
| 2017 | «Arráncame tu amor»        | Ser TV       |
| 2018 | «Tu falta de querer»       | MOJO         |
| 2018 | «Necesito de ti»           | MOJO         |
| 2018 | «No es mi despedida»       | MOJO         |
| 2018 | «Tóxico»                   | MOJO         |
| 2019 | «No hay lugar más alto»    | MOJO         |
| 2019 | «Señor mentira»            | MOJO         |
| 2019 | «No me acuerdo»            | MOJO         |
| 2019 | «Culpable tú»              | MOJO         |
| 2019 | «Necesito de ti» (en vivo) | MOJO         |
| 2019 | «Qué bello»                | MOJO         |
| 2019 | «Ese estúpido»             | MOJO         |
| 2019 | «Karma»                    | MOJO         |